# Бескровная, Оксана Юльевна
Оксана Юльевна Бескровная (род. 1 января 1961 г., Каменец-Подольский, УССР) — российско-американский генетик, автор пионерских исследований наследственных заболеваний человека, вице-президент международной биотехнологической корпорации «Джензайм». О. Ю. Бескровная — член научного общества нефрологов США, бывала неоднократно приглашаема выступить с лекциями в ведущих центрах медико-биологических исследований США (Колумбийский университет, Йельский университет, Гарвардский университет, Университет Джонса Хопкинса, Нью-Йоркский университет) и с докладами на международных конференциях. О. Ю. Бескровная является автором нескольких десятков научных публикаций, в том числе в ведущих международных изданиях (Nature, Nature Medicine, Molecular Cell, JCI, JBC), многих патентов, и соавтором учебника для студентов медицинских колледжей «Membrane structure in disease and drug therapy» Ed: Zimmer G. 2000, NY. О. Ю. Бескровная участвовала в качестве эксперта в ряде комиссий по научным грантам (Polycystic Kidney Disease Research Foundation, National Science Foundation, Kidney Foundation of Canada, Dutch Technology Foundation STW) и как рецензент — во многих научных журналах. В апреле 2010 г. в качестве зарубежного эксперта О. Ю. Бескровная была приглашена Оксаной Дмитриевой в Государственную Думу, где депутаты фракции «Справедливая Россия» проводили круглый стол «Необходимые и достаточные условия для успешной научной и инновационной деятельности. Кто готов проводить исследования и развивать инновационный бизнес в новых городах — наукоградах?».

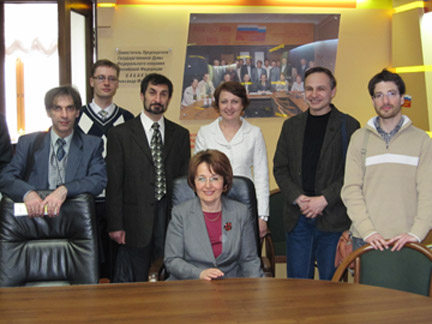
Оксана Бескровная (стоит) в ГД по приглашению Оксаны Дмитриевой (сидит). 26 апреля 2010 г.

## Образование
В 1983 г. О. Ю. Бескровная окончила Биологический факультет МГУ по специальности «генетика». Научную деятельность Оксана Бескровная начала в НИИГенетикe (Москва), занимаясь в аспирантуре под руководством известного советского генетика чл.-корр. АН СССР, основателя и первого директора НИИГенетика C. И. Алиханяна.
В 1989 г. О. Ю. Бескровная защитила кандидатскую диссертацию по созданию бактериального штамма-суперпродуцента треонина, получившего применение в отечественной пищевой и медицинской промышленности. В диссертационной работе О. Ю. Бескровная описала новый путь метаболической регуляции синтеза промышленно важных аминокислот бактериями.

## Стажировка и первое открытие
В 1990—1993 гг. О. Ю. Бескровная стажировалась в университете Айовы (Айова-Сити, США) в лаборатории известного биохимика проф. Кевина Кэмпбелла (Kevin Campbell). В биохимическую лабораторию, специализировавшуюся на исследованиях структурных белков мышц человека и млекопитающих, О. Ю. Бескровная принесла уникальный опыт молекулярно-биологических исследований. В результате работы О. Ю. Бескровной были идентифицированы гены новых белков альфа- и бета-дистрогликана (название белков предложено в её статье от «dystrophin-associted glycoprotein» и теперь является общепринятым в англоязычной научной среде). О. Ю. Бескровная показала, что оба вновь открытых белка кодируются одним геном, локализованным на 21 хромосоме (3p21), производятся с одного транскрипта в результате пост-трансляционной модификации и образуют в здоровой мышце комплекс с белком дистрофином, таким образом соединяя цитоскелет миоцита с компонентом внеклеточного матриксa (ламинином). Формирование этого комплекса нарушенo при летальном наследственном заболевании человека — мышечной дистрофии Дюшенна. На основе исследований О. Ю. Бескровной университетом Айовы был оформлен ряд патентов.

## Исследование механизма поликистоза почек
По завершении стажировки в 1994 г. О. Ю. Бескровной была предложена позиция научного сотрудника в отделе генетических исследований биотехнологической компании «Джензайм» (Фрамингам, США). В Джензайме с участием Оксаны Бескровной был найден ген белка полицистина (PKD)-1, мутации в котором, как предполагали учёные, приводят к тяжёлому генетическому заболеванию поликистозу почек. Лабораторией Оксаны Бескровной была исследована структура и предложена гипотеза о функции белков PKD-1 и PKD-2, и разработаны клеточные модели для изучения молекулярных механизмов патологии поликистоза почек человека, а совместно с исследователями из Гарвардского университета были созданы мутантные линии мышей, подверженные поликистозу почек. Многолетняя работa по исследованию механизма поликистоза почек на основе разработанных моделей in vitro, ex vivo и in vivo, проводимая лабораторией, а затем отделом, возглавляемым Оксаной Бескровной, позволилa предложить два различных метода лечения этого тяжёлого наследственного заболевания: основанный на регуляции клеточного цикла путём ингибирования циклин-зависимых киназ, в частности, CDK5, и альтернативный, основанный на вмешательстве в метаболизм гликозилцерамидов.

## Работа в стартапе
В 2020 году О. Ю. Бескровная перешла на работу в биотехнологический стартап Dyne Therapeutics, где в качестве вице-президента отдела научных исследований возглавила разработку лекарств к редким наследственным заболеваниям мышц, в частности, мышечной дистрофии Дюшенна. С 2021 года — директор по науке (Chief Scientific Officer) компании. В результате исследований предложен пионерский подход: лечение основано на доставке олигонуклеотидов, нейтрализующих генетический дефект, в поражённые мышцы с помощью моноклонального антитела. В 2022 году Dyne Therapeutics направила заявку на проведение клинических испытаний.